# Омега-9 ненасичені жирні кислоти
Жирні кислоти омега-9 (ω-9) є типом мононенасичених жирних кислот, що містяться в деяких продуктах. 
Деякі ω-9 є звичайними складовими тваринного жиру та олії.
Біологічні впливи ω-9, зазвичай опосередковуються її взаємодією з омега-3 та омега-6 жирними кислотами; вони мають подвійний зв'язок C=C у положенні ω-9. 
Дві важливі жирні кислоти ω-9:

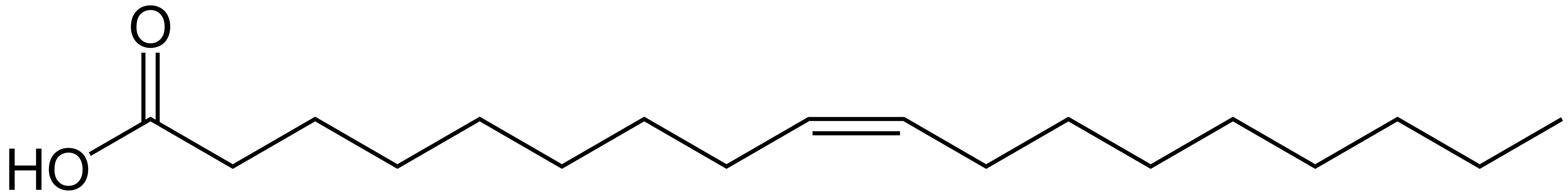
Хімічна будова олеїнової кислоти, основної ω-9 жирної кислоти.

- Олеїнова кислота (18:1 ω-9), яка є основним складником оливкової олії та інших мононенасичених жирів.

- Ерукова кислота (22:1 ω-9) міститься в ріпаку (Brassica napus), насінні Erysimum, насінні гірчиці (Brassica). Канола з високим вмістом ерукової кислоти комерційно доступна для використання у фарбах і лаках як осушувач та захисний засіб.

На відміну від ω-3 та ω-6 жирних кислот, ω-9 жирні кислоти не визначаються як незамінні жирні кислоти (НЖК). Це пов'язано з тим, що вони можуть бути синтезовані людським організмом, через це вони не є потрібними в раціоні, а також тому, що відсутність подвійного зв'язку ω-6 призводить до того, що вони беруть участь у реакціях, внаслідок яких утворюються ейкозаноїди.
У важких умовах позбавлення від НЖК, ссавці подовжують і десатурують олеїнову кислоту з утворенням ейкозатрієнової кислоти (20:3 ω-9). Це також відбувається меншою мірою у вегетаріанців та напіввегетаріанців.